# Guacamaya (Augusto Mijares)
Pour les articles homonymes, voir Guacamaya.
Guacamaya est une localité de la paroisse civile d'Augusto Mijares de la municipalité de Zamora de l'État d'Aragua au Venezuela.